# Thomas Schaaf
Pour les articles homonymes, voir Schaaf.
Thomas Schaaf, né le  30 avril 1961 à Mannheim (Allemagne), était un footballeur allemand évoluant au poste de défenseur. Il était l'entraîneur du Werder Brême pendant 14 ans, il passait 17 saisons au club comme joueur professionnel.

## Carrière

### Joueur
C'est avec l'équipe des -17ans du Werder qu'il débute, pour ensuite devenir professionnel jusqu'en 1994. Il joue durant cette période 262 matches de Bundesliga (pour 13 buts), et remporte le championnat en 1988 et 1993, ainsi que la Coupe d'Allemagne en 1991 et 1994 et la Coupe d'Europe des vainqueurs de coupe en 1992.
Avec dix années passées à la tête du club brêmois, Thomas Schaaf devient entraîneur de son club de cœur.

### Entraîneur
De 1987 à 1995, il dirige les jeunes du Werder Brême, pour ensuite s'occuper de l’équipe réserve et enfin de l'équipe première à partir du 9 mai 1999.
Cette même année, il gagne la Coupe d'Allemagne en 1999, puis réalise le doublé coupe-championnat en 2004. Il remporte aussi pour la première fois dans l'histoire du Werder la Coupe de la ligue le 5 août 2006 face au Bayern Munich (2-0).
Il s'engage avec l'Eintracht Francfort pour 2 ans le 21 mai 2014.
Le 14 février 2015, il est pour la 500e fois l'entraîneur d'une équipe de Championnat d'Allemagne de football lors de la victoire 1-0 de l'Eintracht Francfort face à Schalke 04. Il démissionne fin mai 2015.
Le 28 décembre de la même année, il s'engage avec le club de Hanovre 96 en remplacement de Michael Frontzeck.

## Palmarès

### Joueur
- Werder Brême
  - Coupe d'Europe des vainqueurs de coupe : 1992
  - Champion d'Allemagne : 1988, 1993
  - Coupe d'Allemagne : 1991, 1994
    - Finaliste : 1989, 1990

### Entraîneur
- Werder Brême
  - Finaliste de la Coupe de l'UEFA : 2009
  - Champion d'Allemagne : 2004
  - Coupe d'Allemagne : 1999, 2004, 2009
    - Finaliste : 2000, 2010

  - Vainqueur de la Coupe de la Ligue : 2006
    - Finaliste de la Coupe de la Ligue : 1999, 2004

## Statistiques

### Entraîneur
Mis à jour le 22 mai 2021.
| Werder Brême        | 9 mai 1999       | 15 mai 2013  | 644 | 306 | 139 | 199 | 1214 | 902 | +312 | 47.5 |
| Eintracht Francfort | 1er juillet 2014 | 26 mai 2015  | 36  | 12  | 10  | 14  | 59   | 64  | -5   | 33.3 |
| Hanovre 96          | 28 décembre 2015 | 3 avril 2016 | 11  | 1   | 0   | 10  | 4    | 23  | -19  | 9.1  |
| Werder Brême        | 16 mai 2021      |              | 1   | 0   | 0   | 1   | 2    | 4   | -2   | 0.0  |
| Total               | Total            | Total        | 692 | 319 | 149 | 224 | 1279 | 992 | +287 | 46.2 |